# Schmuel Kornitzer

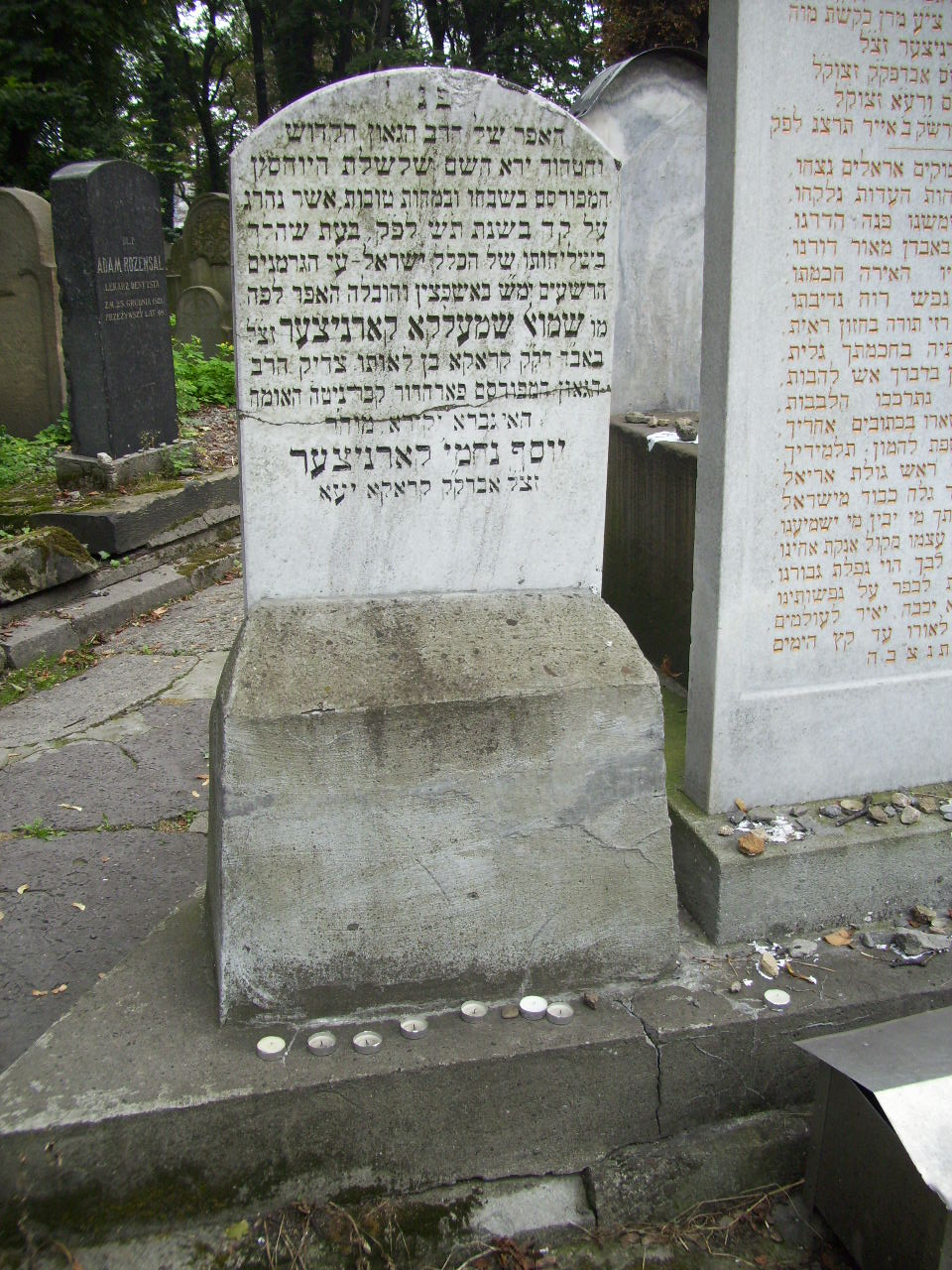
Grab des Schmuel Kornitzer auf dem Neuen jüdischen Friedhof in Krakau

Schmuel Schmelka Kornitzer  (jiddisch שמואל שמעלקאַ קאָרניצער‎, geboren 29. Juli 1905 in Nagyszőlős, Österreich-Ungarn; gestorben 25. Februar 1941 im KZ Auschwitz) war ein polnischer Rabbiner in Krakau.

## Leben
Schmuel Schmelka Kornitzer  wurde als Sohn des Josef Nechemja Kornitzer geboren. Seine Mutter war Breindel, eine Tochter des Pinchas Chaim Klein aus Söjlesch.
Ab 1935 war er als Dajan, ein Richter an einem Beth Din, tätig. In den Jahren 1936 bis 1939 war er zudem Mitglied im provisorischen Verwaltungsrat der Israelitischen Religionsgemeinschaft in Krakau. 
Nach der deutschen Eroberung Polens 1939 und der Ghettoisierung der jüdischen Bevölkerung im Generalgouvernement verfasste er 1940  zusammen mit dem Rabbi Schabtai Rappaport (hebräisch שבתי רפפורט) einen Brief an das Rada Główna Opiekuńcza (RGO) – das von der deutschen Besatzungsverwaltung zugelassene zentrale Wohlfahrtsamt. Darin baten sie den Krakauer Bischof Adam Stefan Sapieha, bei den Deutschen zu bewirken, dass die Deportationen aus dem Ghetto Krakau beendet würden.
Sowohl das RGO als auch Sapieha versuchten daraufhin, auf die deutschen Behörden Einfluss zu nehmen. Infolgedessen jedoch wurden die zwei Rabbiner verhaftet und am 21. Februar 1941 in das KZ Auschwitz-Birkenau verbracht. Kornitzer erhielt die KZ-Nummer 10370. 
Laut der Sterbeurkunde, die Kornitzers Frau erhielt, verstarb er am 25. Februar 1941. Er ist auf dem Neuen Jüdischen Friedhof in Krakau begraben.